# Battlestations: Pacific
Battlestations: Pacific est un jeu vidéo de stratégie en temps réel incluant un simulateur naval et un simulateur de vol sorti en 2009 sur PC et Xbox 360. Il s'agit de la suite de Battlestations: Midway.

## Système de jeu
Le joueur a la possibilité de jouer les factions des États-Unis ainsi que celle de l'empire du Japon, et de participer aux grandes batailles de la guerre du pacifique, en suivant le cours de l'histoire avec les Américains ou en apportant la victoire aux Japonais dans une fin alternative.

## Véhicules
Plusieurs véhicules aériens sont disponibles au cours du jeu à des moments différents selon les missions ou types de parties. Comme les chasseurs, bombardiers, éclaireurs; disposant d'armes différentes (Mitrailleuses, grenades sous marine, torpilles, bombes, etc.). Des navires de combats tels que des corvettes, destroyers, cuirassés et sous marins.

## Accueil
| Battlestations: Pacific |      |       |
| Média                   | Pays | Notes |
| GameSpot                | US   | 80 %  |
| Jeuxvideo.com           | FR   | 16/20 |